# Chuyến bay 191 của American Airlines
Chuyến bay 191 của American Airlines là một chuyến bay chở khách thường lệ của American Airlines từ Sân bay Quốc tế O'Hare ở Chicago, tiểu bang Illinois đến Sân bay Quốc tế Los Angeles, California. Ngày 25 tháng 5 năm 1979, chuyến bay 191 được vận hành bằng chiếc McDonnell Douglas DC-10-10 đã rơi xuống một cánh đồng sau khi cất cánh từ Chicago. Tổng cộng 273 người đã thiệt mạng sau vụ tai nạn, bao gồm 271 hành khách và phi hành đoàn cùng 2 người dưới mặt đất. Đây  là thảm họa hàng không nguy hiểm nhất trong lịch sử hàng không của Hoa Kỳ.

## Máy bay và tổ bay

### Máy bay
Chiếc McDonnell Douglas DC-10-10 này được đăng bạ với số hiệu N110AA. Nó được giao cho American Airlines vào ngày 25 tháng 2 năm 1972, tính đến lúc tai nạn, nó  đã được khoảng 20000 giờ bay trong hơn 7 năm. Chuyên cơ được lắp ráp 3 động cơ  General Electric CF6-6D. Vào ngày 11 tháng 5 năm 1979 (khoảng 15 ngày trước tai nạn), không có bất cứ lỗi kỹ thuật nào trong máy bay được ghi nhận trong nhật ký và sổ bảo dưỡng chuyến bay.

### Tổ bay
Cơ trưởng Walter Lux (53 tuổi) có khoảng 22000 giờ bay, trong đó có 3000 giờ bay cho chiếc DC-10. Ông ta cũng có bằng lái của 17 loại máy bay khác như: DC-6, DC-7 và Boeing 727. Cơ phó James Dillard (49 tuổi) và kĩ sư bay Alfred Udovich (56 tuổi) là những người có kinh nghiệm bay rất cao: 9,275 giờ bay của cơ phó và 15000 giờ bay của kĩ sư, trong đó họ có 1830 giờ bay chung với chiếc DC-10.

## Tai nạn
Vào ngày 25 tháng 5 năm 1979, chuyến bay 191 cất cánh từ Sân bay Quốc tế O'Hare (Chicago) đến Sân bay Quốc tế Los Angeles. Trong quá trình cất cánh, động cơ bên trái, tháp treo động cơ (pylon) và một đoạn gờ trước cánh máy bay (leading edge) đã tách ra khỏi cánh, rơi xuống đường băng. Việc cất cánh vẫn tiếp tục, phi công cho rằng họ đang trong tình trạng hư hỏng một động cơ mà không nhận ra rằng động cơ bên trái và tháp treo (pylon) của nó đã rơi khỏi máy bay. Tháp treo cũng nằm trong hệ thống thủy lực, nên khi nó mất đi cũng gây ra việc mất áp suất thủy lực và việc đóng các cánh tà trước (slats) của cánh trái máy bay.
Sau khi động cơ bên trái rơi ra, nó cũng làm mất điện toàn bộ máy bay, vốn dĩ điện trên máy bay được cung cấp từ các máy phát điện trong động cơ (electrical generator). Điều này dẫn đến các hệ thống (system) và thiết bị bay (instrument) không hoạt động được, bao gồm các thiết bị bay của cơ trưởng, hệ thống cảnh báo thất tốc, cần rung (stick shaker), các dữ liệu của động cơ bên trái ( động số 1) và một phần của hệ thống điều khiền máy bay.
Máy bay sau đó cất cánh với cánh trái liệng xuống một chút và sau đó đã cân bằng lại thông qua hệ thống điều khiển. Nó tiếp tục tăng độ cao và sau 9 giây cất cánh, nó đạt 172 knots và ở độ cao 140 ft. Vì máy bay tiếp tục tăng độ cao nên sau đó vận tốc nó bắt đầu giảm 1 knots trong 1 giây, Khoảng 20 giây sau khi cất cánh, nó ở độ cao 325 ft và vận tốc giảm còn 159 knots. Ở thời điểm này, chiếc DC-10 bắt đầu nghiêng sang trái và tiếp tục như vậy cho đến khi chạm đất và sau 31 giây cất cánh, 112 độ nghiêng sang trái với mũi chúc xuống 21 độ so với mặt đất, nó đâm xuống một cánh đồng gần sân bay.

## Điều tra
Cuộc điều tra nguyên nhân tai nạn của chuyến bay 191 được NTSB tổ chức tiến hành sau tai nạn thảm khốc này.
Qua các thử nghiệm trong hầm gió và bay mô phỏng, NTSB đã nắm bắt được quỹ đạo của chiếc DC-10 sau khi rơi mất 1 động cơ và cánh tà trước bên trái thu lại. Kết quả thử nghiệm cho thấy những tổn hại trên mép cánh trước và sự thu lại của cánh tà trước làm tăng vận tốc thất tốc (v-stall) từ 124 knots lên đến 159 knots
DC-10 được tích hợp 2 thiết bị cảnh báo giúp thông báo cho phi công về tình trạng mất lực nâng. Chúng bao gồm đèn cảnh báo cánh tà trước không đồng nhất trên 2 cánh - thứ sẽ phát sáng sau khi các cánh tà tự thu lại và cần rung (stick shaker) trên cần lái của cơ trưởng - thứ sẽ kích hoạt khi máy bay rơi vào vận tốc thất tốc. Cả 2 thiết bị này đều hoạt động nhờ vào một máy phát điện vận hành bởi động cơ số 1, nhưng cả 2 đều bị vô hiệu hóa sau khi động cơ này rơi ra. Trong khi đó cần rung lại không được trang bị bên cần lái phía cơ phụ và đây cũng là một yếu tố khiến tổ bay không thể kịp thời xử lý tình huống.

Từ chiếc động cơ rơi lại trên đường băng, NTSB đã khám xét và phát hiện ra rằng tháp treo động cơ (pylon) đã gãy và bung ra do một tổn hại nào đó trước khi máy bay rơi. Các nhà điều tra tiếp tục lục lại lịch sử bảo trì của chiếc máy bay và họ phát hiện ra một bằng chứng quan trọng.

Sơ đồ táp treo động cơ của DC-10
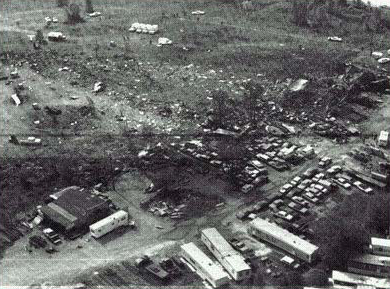
Vị trí vụ tại nạn

Trong lần bảo trì gần nhất, khoảng 8 tuần trước khi máy bay rơi, động cơ số 1 của chiếc DC-10 đã được tháo ra để sửa chữa. Tháp treo động cơ - thành phần hình con thoi, rất cứng nhằm gắn kết động cơ vào cánh đã bị tổn hại trong quá trình bảo trì này. Theo khuyến cáo của McDonnell-Douglas, động cơ cần phải được tháo ra khỏi tháp treo trước, sau đó mới tháo phần tháp treo. Tuy nhiên, American Airlines cùng với Continental Airlines và United Airlines đã bắt đầu sử dụng một thủ tục mới mà  theo cả 3 hãng có thể tiết kiệm giờ làm việc công nhân, dây cáp cũng như các hệ thống khác của máy bay.
Theo thủ tục mới, kỹ sư sẽ tháo rời cả phần tháp treo lẫn động cơ cùng lúc thay vì tháo lần lượt 2 phần. Một chiếc xe nâng đã được dùng để đỡ cho phần động cơ trong khi được tháo khỏi cánh. Tuy nhiên, cách làm này được cho là rất khó để có thể thực hiện thành công bởi những khó khăn khi phải giữ cho động cơ nằm ngay ngắn khi đang được tháo rời.
Trong khi đó NTSB đi đến kết luận rằng thiết kế của tháp treo và bề mặt liền kề khiến các thành phần khó tháo ra sửa chữa và dễ bị các nhân viên bảo trì làm hỏng. Có 2 phương pháp để thực hiện thủ tục: 1 là sử dụng cần trục phía trên cùng với tời nâng, 2 là sử dụng xe nâng. Phương pháp dùng xe nâng có nhiều hệ quả xấu, nếu xe nâng đặt không đúng vị trí, động cơ sẽ lệch và làm kẹt điểm gắn kết giữa tháp treo pylon và điểm gắn kết trên cánh, do đó không thể đưa vít vào vị trí và siết lại. Người điều khiển xe nâng chỉ được chỉ dẫn bằng tay và nghe chỉ thị, do đó vị trí của xe nâng không thể nào hoàn hảo được và gây hỏng hóc. Trong trường hợp lắp pylon vào không khớp, các kỹ sư đã tháo động cơ và pylon ra và lắp lại cho đến khi đưa được vít vào. Cứ như vậy quy trình này vô tình tạo nên vết nứt.
Sau vụ tai nạn, NTSB đã kiểm tra bộ phận gắn kết trên pylon và trên cánh, kết quả là họ đã phát hiện ra những dấu vết hư hại. Điều này có nghĩa phần gắn kết phía sau của pylon đã bị ép mạnh vào phần gắn kết trên cánh. Đây là một bằng chứng quan trọng bởi bộ phận cố định pylon chỉ va đập với bộ phận gắn kết trên cánh khi ốc cố định đã được gỡ ra và động cơ được đỡ bởi một thứ bên ngoài thay vì pylon, ở đây chính là chiếc xe nâng. Từ đây, các nhà điều tra có thể xác định rằng những hư hỏng trên bộ phận gắn kết phía sau của pylon đã có từ trước khi máy bay rơi.
Mặc dù tổn hại này chưa đủ để ngay lập tức gây ra vụ tai nạn nhưng vết nứt đã lớn dần qua thời gian và nở rộng ra một chút sau mỗi lần cất/hạ cánh trong suốt 8 tuần trước khi vụ tai nạn xảy ra, lúc này vết nứt trên điểm gắn kết đã đạt điểm đứt gãy và không thể chịu lực được nữa. Do không được phát hiện và sửa chữa kịp thời, động cơ với lực đẩy tối đa khi cất cánh đã khiến pylon bung ra, xoay ngược lên trên - xoay quanh điểm gắn kết phía trước vẫn còn kết nối với cánh. Điểm gắn kết này sau đó cũng bị quá tải bởi lực đẩy động cơ và gãy khiến động cơ rơi hẳn ra ngoài.

## Kết luận
"Theo báo cáo của NTSB xác định rằng nguyên nhân có thể gây ra tai nạn do thất tốc bất đối xứng (asymmetrical stall) và nảy sinh từ việc liệng trái của máy bay. Nguyên nhân này bắt nguồn từ việc không thể đóng các cánh tà trước (slats) ở cánh trái, hệ thống cảnh báo thất tốc cũng như hệ thống cánh báo cánh tà trước không hoạt động, những hỏng hóc này do từ việc bảo dưỡng không đúng quy trình đã gây ra. Chính việc bảo dưỡng thiếu chuyên nghiệp này cũng là nguyên nhân chính làm cho động cơ bên trái và các thanh chống đỡ của động cơ này bị rơi ra trong quá trình cất cánh."